# Anabolia laevis
Anabolia laevis là một loài Trichoptera trong họ Limnephilidae. Chúng phân bố ở miền Cổ bắc.